# Las świeży
Las świeży (Lśw) – występuje na nizinach i terenie wyżynnym, zwłaszcza na obszarach moreny dennej, na nadrzecznych tarasach oraz w dolinach rzek. Udział lasu świeżego w ogólnej powierzchni leśnej w Polsce wynosi ok. 7%. Gleby w lasach świeżych należą do typu brunatnych lub skrytobielicowych. Są to głównie piaski gliniaste, gliny spiaszczone, gliny ciężkie, margle, iły, rędziny i lessy. 
Ważniejszymi roślinami runa leśnego są: marzanka wonna, żywiec cebulkowy, żankiel zwyczajny, perłówka jednokwiatowa i miejscami czosnek niedźwiedzi.
W warstwie podszytowej występują: kruszyna pospolita, leszczyna, trzmielina.
W składzie gatunkowym drzewostanów występują jako gatunki główne: dąb, buk, oraz jako domieszka: jodła, modrzew, świerk, grab, brzoza, lipa, klon, jawor, wiąz, jesion. 
Gatunkami produkcyjnymi na siedlisku lasu świeżego są przede wszystkim gatunki liściaste w tym dąb i buk, rzadziej grab, a z gatunków iglastych jodła i świerk, niekiedy modrzew. 